# エディサン
エディサン（ウクライナ語:Єдисан；ルーマニア語:Edisan；ロシア語:Едисан；ドイツ語他:Jedisan；英語他:Yedisan）は、ウクライナの歴史的地名である。現在のウクライナ南西部とモルドバ南東部（沿ドニエストル南部）を合わせた歴史的地名。黒海の北、ドニエストル川とドニプロ川の両河川に挟まれた区域。ブジャクとベッサラビアの東、ポジーリャとザポロージャの南、タウリダの西に位置する。

## 概要
中世の頃、ウーリチ、ペチェネグ、後にクマン人（ポロヴェツ）が暮らしていた。その後13世紀、モンゴル帝国による侵略を経てジョチ・ウルス（金帳汗国）の支配下となった。
15世紀にはリトアニア大公国の領土となり、ディークラ（Dykra；「東の地」の意）と呼ばれるようになった。それからオスマン帝国の諸侯のクリミア・ハン国の領域となった。
中央アジアよりクバン地方へ移住を余儀なくされたノガイ・オルダの一部が、1724年この地域にも西遷してきてエディサンと呼ぶようになった（これ以前の歴史地図にエディサンの名が現れるのは正しくない）。
しばしばオスマン帝国のシリストラ州（エジ州）の一部となり、ハジベイ要塞（現オデッサ）とエジ要塞（現オチャーキウ）が中心地となった。また、オスマン帝国に隷属するノガイとロシアの後ろ盾を持ったザポロージャ・コサックの対立の場でもあった。
エカチェリーナ2世治める帝政ロシアがこの地域へ拡張を始めたのが18世紀末であり、露土戦争 (1768年)の結果1774年には南ブーグ川以東のエディサンがロシアへ併合された。露土戦争 (1787年)がヤシ条約で終結し、ロシア国境はドニプロ川まで進んだ。ノガイ人は激減し、この地を去り東へと散っていった。ロシアの領有の後の1794年に建設された都市がオデッサである。この地域は新ロシアの一部として主にロシア人とウクライナ人を中心とし民族ドイツ人も含んだ入植者が移り住み、ヘルソン県という行政区域となった。現在のウクライナでは一部がそれぞれオデッサ州とムィコラーイウ州となっている。